# Lukou
Lukou (en chino, 渌口; pinyin, Lùkǒu) es un distrito urbano bajo la administración directa de la Prefectura  Zhuzhou  en la Provincia de Hunan, República Popular China.  Su área es de 1053 km² y su población total para 2015 superó los 340 mil  habitantes. 
El 19 de diciembre de 2009, la Sociedad de Poesía China otorgó el título de "Ciudad natal de la poesía china" al distrito.

## Administración
El 18 de diciembre de 2018, se estableció formalmente el Distrito Lukou, y su división administrativa quedó con la misma cuando se llamaba Condado Zhuzhou (株洲县).
Desde noviembre de 2024, el  Distrito Lukou  se divide en 8 pueblos  administrados  en poblados.

## Toponimia
El topónimo Lukou significa "la desembocadura del [río] Lu", ya que el río Lu (渌水) baña su territorio y desemboca aquí con el río Xiang (湘江), de ahí su nombre.

## Clima
La región tiene un clima monzónico subtropical con un clima templado y cuatro estaciones distintas. La temperatura media anual es de 18 °C, la temperatura más alta es de 40 °C y la temperatura más baja es de -8 °C. La precipitación anual es de aproximadamente 1400 mm.
| Parámetros climáticos promedio de Lukou (1981−2010) | Parámetros climáticos promedio de Lukou (1981−2010) | Parámetros climáticos promedio de Lukou (1981−2010) | Parámetros climáticos promedio de Lukou (1981−2010) | Parámetros climáticos promedio de Lukou (1981−2010) | Parámetros climáticos promedio de Lukou (1981−2010) | Parámetros climáticos promedio de Lukou (1981−2010) | Parámetros climáticos promedio de Lukou (1981−2010) | Parámetros climáticos promedio de Lukou (1981−2010) | Parámetros climáticos promedio de Lukou (1981−2010) | Parámetros climáticos promedio de Lukou (1981−2010) | Parámetros climáticos promedio de Lukou (1981−2010) | Parámetros climáticos promedio de Lukou (1981−2010) | Parámetros climáticos promedio de Lukou (1981−2010) |
| Mes                                                 | Ene.                                                | Feb.                                                | Mar.                                                | Abr.                                                | May.                                                | Jun.                                                | Jul.                                                | Ago.                                                | Sep.                                                | Oct.                                                | Nov.                                                | Dic.                                                | Anual                                               |
| --------------------------------------------------- | --------------------------------------------------- | --------------------------------------------------- | --------------------------------------------------- | --------------------------------------------------- | --------------------------------------------------- | --------------------------------------------------- | --------------------------------------------------- | --------------------------------------------------- | --------------------------------------------------- | --------------------------------------------------- | --------------------------------------------------- | --------------------------------------------------- | --------------------------------------------------- |
| Temp. máx. abs. (°C)                                | 27.6                                                | 31.7                                                | 35.6                                                | 36.2                                                | 36.8                                                | 37.4                                                | 41.6                                                | 39.7                                                | 38.5                                                | 36.1                                                | 33.8                                                | 28.9                                                | '                                                   |
| Temp. máx. media (°C)                               | 10.9                                                | 13.1                                                | 17.1                                                | 23.8                                                | 28.2                                                | 31.3                                                | 34.5                                                | 33.2                                                | 29.6                                                | 25.1                                                | 19.6                                                | 14.3                                                | 23.4                                                |
| Temp. media (°C)                                    | 6.3                                                 | 8.4                                                 | 12.1                                                | 18.1                                                | 22.5                                                | 25.8                                                | 28.0                                                | 26.9                                                | 23.8                                                | 18.9                                                | 13.3                                                | 8.0                                                 | 17.7                                                |
| Temp. mín. media (°C)                               | 3.4                                                 | 5.5                                                 | 8.9                                                 | 14.3                                                | 18.5                                                | 21.9                                                | 23.3                                                | 23.0                                                | 20.0                                                | 14.8                                                | 9.1                                                 | 4.0                                                 | 13.9                                                |
| Temp. mín. abs. (°C)                                | -5.2                                                | -4.5                                                | -3.6                                                | 1.5                                                 | 8.3                                                 | 12.6                                                | 16.8                                                | 16.3                                                | 10.8                                                | 1.2                                                 | -2.6                                                | -7.6                                                | '                                                   |
| Precipitación total (mm)                            | 74.0                                                | 111.0                                               | 166.1                                               | 198.6                                               | 200.1                                               | 226.6                                               | 153.9                                               | 173.6                                               | 95.5                                                | 73.5                                                | 69.6                                                | 48.0                                                | 1590.5                                              |
| Humedad relativa (%)                                | 83                                                  | 84                                                  | 84                                                  | 82                                                  | 81                                                  | 81                                                  | 77                                                  | 81                                                  | 82                                                  | 80                                                  | 80                                                  | 80                                                  | 81.3                                                |
| Fuente: China Meteorological Data Service Center    |                                                     |                                                     |                                                     |                                                     |                                                     |                                                     |                                                     |                                                     |                                                     |                                                     |                                                     |                                                     |                                                     |